# Aleutian Islands World War II National Monument

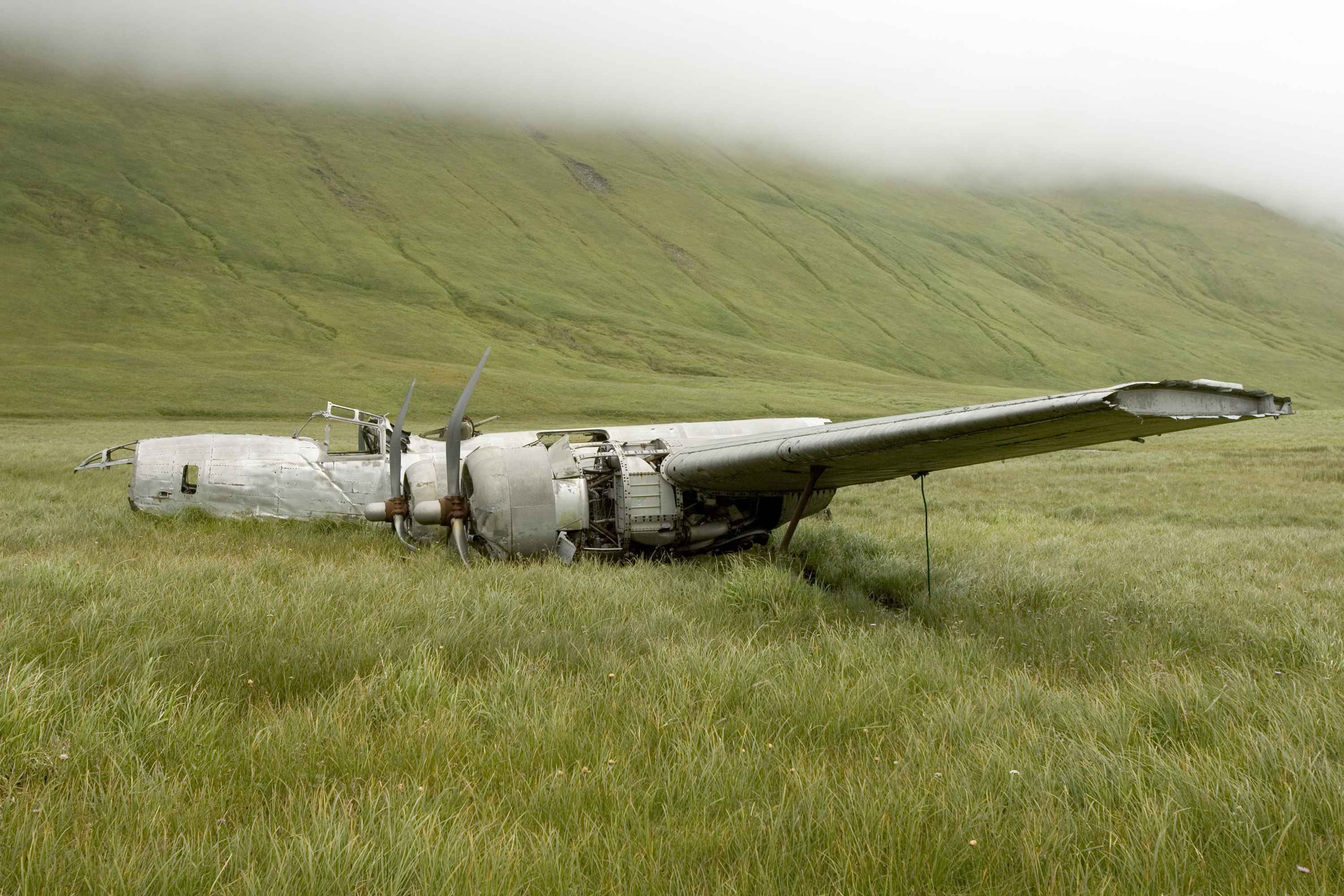
Absturzstelle der Consolidated B-24

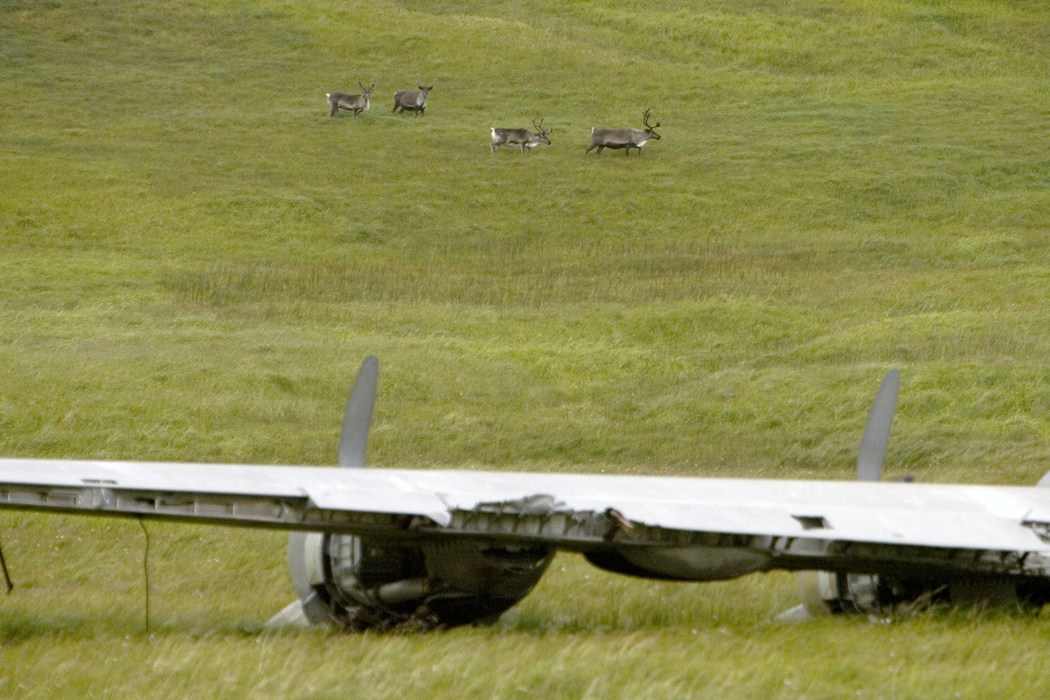
Rentiere an Absturzstelle

Das Aleutian Islands World War II National Monument ist ein US-amerikanisches National Monument auf den Aleuten-Inseln Attu, Kiska Island und Atka Island in Alaska. Es wurde zum Gedenken an die Schlacht um die Aleuten im Jahr 1942 im Zweiten Weltkrieg ausgewiesen. Das National Monument liegt innerhalb des Alaska Maritime National Wildlife Refuge. Der United States Fish and Wildlife Service betreut das Aleutian Islands World War II National Monument.

## Schutzgebietsgeschichte
Das Gebiet wurde am 8. Dezember 2008 als Teil des dezentralen World War II Valor in the Pacific National Monument erstmals von Präsident George W. Bush durch eine Presidential Proclamation als National Monument ausgewiesen.
Am 12. März 2019 wurde mit Unterzeichnung des Kongress-Gesetzes John D. Dingell, Jr. Conservation, Management, and Recreation Act durch Präsident Donald Trump das World War II Valor in the Pacific National Monument aufgelöst und das Aleutian Islands World War II National Monument mit einer Fläche von 1391 Acres als eigenständige Gedenkstätte ausgewiesen.

## Absturzstelle einer Consolidated B-24 auf Atka
Ein Teilgebiet des Schutzgebietes ist die Absturzstelle eines Consolidated B-24D Liberator Bombers auf der Insel Atka mit einer Flächengröße von 5 Acres. Der Bomber war in der Wettererkundung, als er aufgrund schlechter Wetterbedingungen an der Landung auf nahegelegenen Flugplätzen gehindert wurde. Das einzige Opfer der Bruchlandung war Brigadegeneral William E. Lynd, der einen Schlüsselbeinbruch erlitt. Das Wrack wurde 1979 im National Register of Historic Places aufgenommen.

## Japanische Besatzungsrelikte auf Kiska
Auf der Insel Kiska liegen fünf Teilflächen des National Monument mit Relikten der japanische Besetzung im Juni 1942 mit 2345 Acres Flächengröße. Die fünf Flächen auf Kiska umfassen historische Relikte wie die japanische Küsten- und Flugabwehrgeschütze, Lager, Straßen, einen Flugplatz, eine U-Boot-Station, eine Wasserflugzeug-Station und andere Einrichtungen sowie die Überreste der US-Verteidigungsanlagen nach der Rückeroberung der Insel, einschließlich Start- und Landebahnanlagen und Geschützbatterien. Kiska war neben Attu die einzigen Teile der USA die während des Zweiten Weltkriegs besetzt war. Die Besatzungsrelikte auf Kiska sind schon seit 1985 als National Historic Landmark ausgewiesen. 1985 erfolgte auch die Aufnahme im National Register of Historic Places.

## Schlachtfeld auf Attu
Auf der Insel Attu liegen vier Teilflächen des National Monument mit 2600 Acres Flächengröße. Es erinnert an die einzige Schlacht, die in Nordamerika während des Zweiten Weltkriegs geführt wurde. Im Monument sind Tausende von Granaten-, Bombenkratern, Patronen, Schrapnells und Granaten an den Orten schwerer Kämpfe in der Tundra zu finden. Es sind auch Reste japanische Schützengräben, Schützenlöcher und Waffenlager, ferner amerikanische Munitionsmagazine und Depots erhalten. Um Attu tobte eine 19-tägige Schlacht. Sie war eine der blutigsten Schlachten im Pazifikkrieg gemessen am Prozentanteilen der getöteten und verwundeten eingesetzten Soldaten. Die vier Teile des Monuments auf Attu sind die japanische Basis in der Holtz Bay und die Schauplätze heftiger Kämpfe auf der Sarana-Nase, Fish Hook Ridge und Engineer Hill. Nach der Niederlage nahmen sich viele der Japaner das Leben, so dass weniger als 30 von der ursprünglichen japanischen Besatzungstruppe von 2300 übrig blieben. Das damalige Schlachtfeld ist ebenfalls seit 1985 als National Historic Landmark gewidmet. 1985 wurde das Schlachtfeld auch im National Register of Historic Places aufgenommen.
Attu diente später als Basis für Bombereinsätze gegen japanische Inseln.